# Peromyscus kilpatricki
Peromyscus kilpatricki — невеликий вид гризунів родини Cricetidae, що походить із гірських районів Мічоакана, Мексика. Він зустрічається в сосново-дубових лісах Трансмексиканського вулканічного поясу в мексиканських лісах, де переважають сосна та дуб на висоті понад 1600 метрів. Вид можна зустріти в мікро-оселищах, пов'язаних із скелястими відслоненнями та поваленими деревами. Вид названий на честь доктора К. Вільяма Кілпатріка, куратора хребетних у Музеї природної історії Вермонтського університету. Голотип цього виду є частиною колекцій дослідницької лабораторії природничих наук Музею Техаського технічного університету.